# Игуман Василије (Мишић)
Василије (световно Владимир Мишић; Војилово код Голупца, 1. септембар 1901 — Манастир Покајница, 11. април 1977) био је схи-игуман и старешина Манастира Преображења и Покајнице.

## Биографија
Схи-игуман Василије (Васијан) Мишић рођен је 1. септембра 1901. године у селу Војилову код Голупца, од благочестивих и побожних родитеља. По завршеној основној школи у своме селу изучио је и ковачки занат. Приликом крштења је добио име Владимир.
Упознавши се са богомољачким покретом одлази у Македонију, 1934. године у Манастир Светог Наума на Охридском језеру. Монашки постриг у малу схиму је примио 11. августа 1936. године у Светом Науму, од стране епископа охридско-битољскога господина Николаја (Велимировића), добивши монашко име Васијан. Рукоположен је у чин јерођакона 5. маја у Науму, а у чин јеромонаха 6. маја 1937. године у цркви Светог Климента на охридском језеру, од стране епископа охридско-битољскога Николаја.
Владика Николај је 1939. године са собом из Македоније, довео оца Васијана у Манастир Жичу код Краљева, и причислио га братству тог манастира, одакле су обојица радили на мисији богомољачког покрета, и организацији богомољачких скупова. Николај и отац Васијан имали су велику улогу у организацији великог скупа, прославе ПНХЗ Епархије браничевске, 2. августа 1940. године. Отац Васијан је за време њемачке окупације заједно провео са јеромонахом Евстатијем (Ракићем), у Крњеву.
Заменик епископа жичкога господин Викентије (Проданов), 6. јула 1936. године у Манастиру Никољу Кабларском, производи оца Васијана у чин синђела. Потом му 1942. године поверава управу Манастира Преображења код Овчар Бање. Митрополит скопски Јосиф (Цвијовић), производи оца Васијана у чин игумана 5. маја 1950. године у Преображењу.
После добијања канонског отпуста из Епархије жичке у родну Епархију браничевску, 16. априла 1954. године постављен је старешину новообразовног Манастира Покајнице код Велике Плане. Већ наредне 1955. године прекинуо је службу у Покајници, и по потреби службе постављен је за настојатеља Манастира Тумане код Голупца. Потом је 1959. године постављен за служашчега духовника Манастира Миљково.
Отац Васијан 9. априла 1960. године поново прима управу Манастира Покајнице. Примио је велику схиму 6. марта 1963. године у Покајници, од јеромонаха Теодула (Стојимировића), добивши ново монашко име Василије. Упокојио се у Господу 11. априла 1977. године у Покајници. Сахрањен је 12. априла поред манастирске цркве, опело је извршио епископа браничевски господин Хризостом (Војиновић), уз саслужење свештеномонаха и монахиња.